# Breitenbach (Schlüchtern)
Breitenbach ist ein Stadtteil von Schlüchtern im osthessischen Main-Kinzig-Kreis.

## Geografische Lage
Breitenbach liegt im Nordosten des Main-Kinzig-Kreises auf einer Höhe von 342 m über NN, etwa 4 km nordwestlich der Innenstadt von Schlüchtern, auf den Ausläufern des Vogelsberges. Östlich verläuft die Bundesautobahn A66.
Breitenbach grenzt im Norden an den Ort Wallroth, im Westen an den Hauptort Schlüchtern, im Südosten an den Ort Niederzell, im Südwesten an Steinau und den Ort Uerzell und im Nordwesten an den Ort Kressenbach.

## Geschichte

### Mittelalter
Die älteste erhaltene Erwähnung von Breitenbach stammt von 1167. Das Dorf gehörte zum Amt Schlüchtern, einem Lehen des Bischofs von Würzburg. Zunächst im Besitz derer von Grumbach erbten das Dorf 1243 die Herren von Trimberg. 1377 erhielten es die Herren von Hanau (ab 1429: Grafschaft Hanau) im Tausch gegen die Burg Bütthard. Bei der Hanauer Landesteilung von 1456 kam Breitenbach zur Grafschaft Hanau-Münzenberg.

### Frühe Neuzeit
Die Eigenschaft als Würzburger Lehen führte nach der Reformation zu Spannungen zwischen der nun zunächst lutherischen, ab 1597 reformierten Grafschaft Hanau-Münzenberg und dem weiter römisch-katholischen Bistum Würzburg. Ein langjähriger Prozess vor dem Reichskammergericht dauerte von 1571 bis 1624 und endete mit einem Restitutionsmandat über das Amt Schlüchtern zugunsten Würzburgs. Von 1628 bis 1631 war es deshalb von Würzburg besetzt, im Zuge des Dreißigjährigen Krieges 1631 bis 1637 wieder von Hanau und ab 1637 erneut von Würzburg. 1656 kam es zu einem Vergleich zwischen Hanau und Würzburg, wobei Hanau das Amt Schlüchtern – und damit auch Breitenbach – erhielt und dem Bistum dafür Orb überließ.
Mit dem Tod des letzten Hanauer Grafen, Johann Reinhard III., fiel Breitenbach 1736 mit der ganzen Grafschaft Hanau-Münzenberg an die Landgrafschaft Hessen-Kassel, aus der 1803 das Kurfürstentum Hessen wurde.
Ursprünglich war Breitenbach nach Kressenbach eingepfarrt, seit 1788 gehörte es zur Kirchengemeinde Wallroth.

### Neuzeit
Während der napoleonischen Zeit stand Breitenbach ab 1806 unter französischer Militärverwaltung, gehörte 1807–1810 zum Fürstentum Hanau und dann von 1810 bis 1813 zum Großherzogtum Frankfurt, Departement Hanau. Anschließend fiel es wieder an das Kurfürstentum Hessen zurück. Nach der Verwaltungsreform des Kurfürstentums Hessen von 1821, im Rahmen derer Kurhessen in vier Provinzen und 22 Kreise eingeteilt wurde, gehörte Breitenbach zum Landkreis Schlüchtern. 1866 wurde das Kurfürstentum nach dem Preußisch-Österreichischen Krieg von Preußen annektiert und ist nach dem Zweiten Weltkrieg Bestandteil des Bundeslandes Hessen geworden.
Hessische Gebietsreform (1970–1977)
Im Vorfeld der Gebietsreform in Hessen wurde die bis dahin selbständige Gemeinde Breitenbach zum 1. Dezember 1969 auf freiwilliger Basis in die Stadt Schlüchtern eingemeindet. Für Breitenbach wurde, wie für die anderen eingemeindeten, ehemals eigenständigen Gemeinden von Schlüchter, ein Ortsbezirk eingerichtet. Mit der Hessischen Gebietsreform wurde der Landkreis Schlüchtern 1974 aufgelöst und Breitenbach liegt seit dem im Main-Kinzig-Kreis.

### Verwaltungsgeschichte im Überblick
Die folgende Liste zeigt die Staaten und Verwaltungseinheiten, denen Breitenbach angehört(e):
- vor 1458: Heiliges Römisches Reich, Grafschaft Hanau
- ab 1458: Heiliges Römisches Reich, Grafschaft Hanau-Münzenberg, Amt Schlüchtern
- ab 1642: Heiliges Römisches Reich, Grafschaft Hanau-Lichtenberg, Amt Schlüchtern
- ab 1736: Heiliges Römisches Reich, Landgrafschaft Hessen-Kassel, Amt Schlüchtern
- ab 1803: Heiliges Römisches Reich, Landgrafschaft Hessen-Kassel, Fürstentum Hanau,[Anm. 2] Amt Steinau
- 1806–1810: Kaiserreich Frankreich,[Anm. 3] Fürstentum Hanau, Amt Steinau (Militärverwaltung)
- 1810–1813: Großherzogtum Frankfurt, Departement Hanau, Distrikt Steinau
- ab 1816: Kurfürstentum Hessen,[Anm. 4] Fürstentum Hanau, Amt Steinau[7]
- ab 1821/22: Kurfürstentum Hessen, Provinz Hanau, Kreis Schlüchtern[8][Anm. 5]
- ab 1848: Kurfürstentum Hessen, Bezirk Hanau
- ab 1851: Kurfürstentum Hessen, Provinz Hanau, Kreis Schlüchtern
- ab 1867: Königreich Preußen,[Anm. 6] Provinz Hessen-Nassau, Regierungsbezirk Kassel, Kreis Schlüchtern
- ab 1871: Deutsches Reich, Königreich Preußen, Provinz Hessen-Nassau, Regierungsbezirk Kassel, Kreis Schlüchtern
- ab 1918: Deutsches Reich (Weimarer Republik), Freistaat Preußen, Provinz Hessen-Nassau, Regierungsbezirk Kassel, Kreis Schlüchtern
- ab 1944: Deutsches Reich, Freistaat Preußen, Provinz Nassau, Landkreis Schlüchtern
- ab 1945: Amerikanische Besatzungszone,[Anm. 7] Groß-Hessen, Regierungsbezirk Wiesbaden, Landkreis Schlüchtern
- ab 1946: Amerikanische Besatzungszone, Hessen, Regierungsbezirk Wiesbaden, Landkreis Schlüchtern
- ab 1949: Bundesrepublik Deutschland, Hessen, Regierungsbezirk Wiesbaden, Landkreis Schlüchtern
- ab 1968: Bundesrepublik Deutschland, Hessen, Regierungsbezirk Darmstadt, Landkreis Schlüchtern
- ab 1969: Bundesrepublik Deutschland, Hessen, Regierungsbezirk Darmstadt, Landkreis Schlüchtern, Stadt Schlüchtern
- ab 1974: Bundesrepublik Deutschland, Hessen, Regierungsbezirk Darmstadt, Main-Kinzig-Kreis, Stadt Schlüchtern

## Bevölkerung

### Einwohnerstruktur 2011
Nach den Erhebungen des Zensus 2011 lebten am Stichtag dem 9. Mai 2011 in Breitenbach 585 Einwohner. Darunter waren 15 (2,6 %) Ausländer.
Nach dem Lebensalter waren 108 Einwohner unter 18 Jahren, 225 zwischen 18 und 49, 126 zwischen 50 und 64 und 123 Einwohner waren älter.
Die Einwohner lebten in 234 Haushalten. Davon waren 54 Singlehaushalte, 66 Paare ohne Kinder und 84 Paare mit Kindern, sowie 24 Alleinerziehende und 9 Wohngemeinschaften. In 42 Haushalten lebten ausschließlich Senioren und in 144 Haushaltungen lebten keine Senioren.

### Einwohnerentwicklung
| Quelle: Historisches Ortslexikon |                                   |
| • 1538:                          | 14 Steuernde                      |
| • 1587:                          | 16 Schützen und 13 Spießer        |
| • 1632:                          | 31 Haushaltungen                  |
| • 1753:                          | 47 Haushaltungen mit 243 Personen |
| • 1812:                          | 60 Feuerstellen, 445 Einwohner    |

| Breitenbach: Einwohnerzahlen von 1753 bis 2020 | Breitenbach: Einwohnerzahlen von 1753 bis 2020 | Breitenbach: Einwohnerzahlen von 1753 bis 2020 | Breitenbach: Einwohnerzahlen von 1753 bis 2020 | Breitenbach: Einwohnerzahlen von 1753 bis 2020 |
| --- | ---------------------------------------------- | ---------------------------------------------- | ---------------------------------------------- | ---------------------------------------------- |
| Jahr |                                                |                                                |                                                | Einwohner                                      |
| 1753 | 1753                                           |                                                | 243                                            | 243                                            |
| 1834 | 1834                                           |                                                | 573                                            | 573                                            |
| 1840 | 1840                                           |                                                | 590                                            | 590                                            |
| 1846 | 1846                                           |                                                | 545                                            | 545                                            |
| 1852 | 1852                                           |                                                | 590                                            | 590                                            |
| 1858 | 1858                                           |                                                | 576                                            | 576                                            |
| 1864 | 1864                                           |                                                | 607                                            | 607                                            |
| 1871 | 1871                                           |                                                | 573                                            | 573                                            |
| 1875 | 1875                                           |                                                | 535                                            | 535                                            |
| 1885 | 1885                                           |                                                | 519                                            | 519                                            |
| 1895 | 1895                                           |                                                | 529                                            | 529                                            |
| 1905 | 1905                                           |                                                | 562                                            | 562                                            |
| 1910 | 1910                                           |                                                | 669                                            | 669                                            |
| 1925 | 1925                                           |                                                | 595                                            | 595                                            |
| 1939 | 1939                                           |                                                | 619                                            | 619                                            |
| 1946 | 1946                                           |                                                | 825                                            | 825                                            |
| 1950 | 1950                                           |                                                | 763                                            | 763                                            |
| 1956 | 1956                                           |                                                | 619                                            | 619                                            |
| 1961 | 1961                                           |                                                | 595                                            | 595                                            |
| 1967 | 1967                                           |                                                | 566                                            | 566                                            |
| 1970 | 1970                                           |                                                | 548                                            | 548                                            |
| 2005 | 2005                                           |                                                | 599                                            | 599                                            |
| 2011 | 2011                                           |                                                | 585                                            | 585                                            |
| 2015 | 2015                                           |                                                | 575                                            | 575                                            |
| 2020 | 2020                                           |                                                | 570                                            | 570                                            |
| Datenquelle: Historisches Gemeindeverzeichnis für Hessen: Die Bevölkerung der Gemeinden 1834 bis 1967. Wiesbaden: Hessisches Statistisches Landesamt, 1968. Weitere Quellen: LAGIS; 2005; 2010; 2015; 2020; Zensus 2011 |                                                |                                                |                                                |                                                |

Einwohnerentwicklung von 2005 bis 2020
Gesamtbevölkerung – Hauptwohnsitze – Nebenwohnsitze

### Historische Religionszugehörigkeit
Quelle: Historisches Ortslexikon
| • 1885: | 518 evangelische (= 99,81 %), ein katholischer (= 0,19 %) Einwohner |
| • 1961: | 553 evangelische (= 92,94 %), 41 katholische (= 6,89 %) Einwohner   |

## Wappen
Am 3. Mai 1967 wurde der Gemeinde Breitenbach im damaligen Landkreis Schlüchtern, Regierungsbezirk Wiesbaden, ein Wappen mit folgender Blasonierung verliehen: In Blau ein silberner, schräglinks gerichteter Wellenbalken, oben in goldenem Schild drei rote Sparren.

## Politik
Für Breitenbach besteht ein Ortsbezirk (Gebiete der ehemaligen Gemeinde Breitenbach) mit Ortsbeirat und Ortsvorsteher nach der Hessischen Gemeindeordnung.
Der Ortsbeirat besteht aus sieben Mitgliedern. Bei den Kommunalwahlen in Hessen 2021 betrug die Wahlbeteiligung zum Ortsbeirat 60,64 %. Alle Kandidaten gehören der „Freien Liste Breitenbach“ an. Der Ortsbeirat wählte  	Thomas Epperlein zum Ortsvorsteher.

## Infrastruktur
- Im Ort gibt es ein Dorfgemeinschaftshaus.
- In der Gemarkung befindet sich eine Wassergewinnungsanlage der Stadtwerke Schlüchtern.
- 2005 konnte ein neuer Kinderspielplatz eingeweiht werden.